# المشاف الاعلاء (بني قيس الطور)

تعديل مصدري - تعديل

المشاف الاعلاء هي إحدى قرى عزلة ربع الشمري بمديرية بني قيس الطور التابعة لمحافظة حجة، بلغ تعداد سكانها 63 نسمة حسب تعداد اليمن لعام 2004.